# ロナルド・クーマン
ロナルド・クーマン（Ronald Koeman、1963年3月21日 - ）は、オランダ・北ホラント州ザーンダム出身の元サッカー選手。サッカー指導者。選手時代のポジションはDF。
実父はサッカー選手のマルチン・クーマン。実兄は元サッカー選手でサッカー指導者のエルウィン・クーマンであり、FCオスでプレーするロナルド・クーマンJrは息子である。

## クラブ経歴
1980年にFCフローニンゲンでキャリアをスタート。1983年にはアヤックスへ移籍、ヨーロッパを代表するリベロの一人として、チームの中心選手として活躍した。1984-85シーズンにはリーグ優勝を果たし、1986年にはPSVアイントホーフェンへ移籍、ここではルート・フリットと共に2人目のリベロとしてプレーすることもあった。在籍した3シーズン全てでリーグ優勝を果たし、他にもカップ優勝2回、チャンピオンズカップを獲得した。1988-89シーズンのリーグ戦では22ゴールを決め、得点王を争う程ゴールを決めた。同シーズンのチャンピオンズカップ決勝、ベンフィカ戦では、PK戦で1人目のキッカーとしてPKを成功させ、優勝を果たした。同年のインターコンチネンタルカップ、ナシオナル戦ではPKでゴールを決めたが、延長PK戦で敗れた。
1989年にはPSVアイントホーフェンでの活躍が評価され、ヨハン・クライフ率いるFCバルセロナに移籍し、在籍期間を通してセットプレーのプレースキッカーを担当、バルセロナに在籍した6シーズンのうち4シーズンで10得点以上を記録した。バルセロナ在籍中には「エル・ドリーム・チーム (El Dream Team)」の一員としてラ・リーガ4連覇を達成するとともに、バルセロナ史上初のUEFAチャンピオンズリーグ優勝にも貢献した。1989-90シーズン、リーガ第2節、9月9日、オサスナ戦でPKからラリーガ初ゴールを含む2ゴールを決めると、10月7日、レアル・マドリード戦でもPKで2ゴールを決めるなど、シーズン14ゴールを決めた。
1990-91シーズン、カップウィナーズカップ、ファーストラウンド2ndレグ、トラブゾンスポル・クラブ戦ではハットトリックを決めるなど(この時相手6人を瞬時に抜き去り、この日決めた2点目のループシュートは賞賛を集めた。)、決勝進出に貢献、決勝のマンチェスター・ユナイテッド戦でもゴールを決めたが1-2と敗れた。このシーズンのレアル・マドリードとのクラシコでは10月18日、3月7日いずれの試合でもゴールを決めるなど、ラ・リーガ優勝に貢献した。
1991-92シーズン、イタリア・セリエAのサンプドリアとの決勝戦では延長後半10分に決勝点となるミドルシュートを決め、バルセロナに初のチャンピオンズカップ優勝をもたらし、この年ラ・リーガとの2冠を獲得した。
1993-94シーズン、チャンピオンズリーグではDFながら8ゴールを決め、大会得点王となるなど、決勝進出に貢献したが、決勝ではACミランに0-4と敗れ自身3回目の優勝を逃した。一方のリーガではレアル・マドリードとのクラシコでFKからゴールを決め、5-0での勝利に貢献。リーガ最終節でセビージャを破り、ラ・コルーニャに逆転でラ・リーガ4連覇を達成した。1994-95シーズン終了後に退団した。ラリーガでは通算67ゴールの成績を残した。
1995年にフェイエノールトへ移籍し、2シーズン在籍した後に引退した。1996-97シーズン、5月25日のヘーレンフェーン戦でシーズン9点目となる現役ラストゴールを決めた。DFでありながら17シーズンでリーグ戦では通算193得点を決めた（DFとしてはパサレラの182得点を凌ぎ、史上最多である）。

## 代表経歴
1983年にスウェーデン代表との親善試合で代表デビューを飾った。デビュー2戦目、ユーロ予選のアイスランド戦で代表初ゴールを決めた。オランダは1984年のユーロ、1986年ワールドカップの出場権を逃すが、EURO1988では準決勝の西ドイツ戦でゴールを決めるなど、全試合にフル出場して優勝に貢献した。
1990年の1990 FIFAワールドカップではラウンド16の西ドイツ戦で1ゴールを決めたが、ベスト16で敗退。
1992年のUEFA EURO '92では準決勝まで進出したが、PK戦の末デンマークに敗れ連覇を逃した。
1994年のアメリカW杯の直前に代表復帰したルート・フリットに対し、ク―マンが守備面で必要以上の貢献を求めたことから、フリットが代表チームから去ることとなるなど、大会直前になってチーム内には不協和音が生じた。ラウンド16のアイルランド共和国代表戦で1アシストを決めて、準々決勝に進出したが、ブラジルに2-3と競り負け、敗退した。代表では78試合に出場14得点を記録した。

## 指導者歴
2005-06シーズンのUEFAチャンピオンズリーグではSLベンフィカの監督として前年度覇者のリヴァプールFCを破るなど、チームの上位進出に貢献した。準々決勝では本大会の優勝チームとなるフランク・ライカールト監督の率いるFCバルセロナに敗れるも、カンプ・ノウでの第2戦ではバルセロニスタからの拍手に迎えられて古巣への凱旋を果たした。
2006-07シーズンにはエールディビジのPSVアイントホーフェンの監督に就任した。アヤックスやAZアルクマールとの優勝争いを制し、1年目にしてリーグ優勝を果たした。
2007-08シーズンのシーズン中、2007年10月にバレンシアCFから監督就任のオファーを受け、PSVがこれを認めたためにシーズン序盤にして移籍することが決定した。就任後早々に、従来の中心選手であったアングーロ、カニサレス、アルベルダのベテラン3選手を戦力外にするなどチームの改革に乗り出したが、クラブは低迷を続けた。コパ・デル・レイは制したものの就任後23試合でわずか5勝という成績で、4月20日のアスレティック・ビルバオ戦の1－5のスコアで大敗をすると、翌21日に解任が決定された。
2009-10シーズンは前年度にルイ・ファン・ハール監督の下で28年ぶりにエールディヴィジを制したAZアルクマールを指揮。2009年7月、オランダのスーパーカップであるヨハン・クライフ・スハールでSCヘーレンフェーンと対戦し、5-1で勝利して初制覇を果たすが、その後はチームをUEFAチャンピオンズリーグで早期に敗退させたうえ、リーグ戦でも前季王者らしからぬ不安定な成績に終始したため、12月5日に解任され、2年連続のシーズン途中解任となった。前年度にタイトルを獲った選手たちの自主性を重視しすぎたことがチームの不振の理由と見られており、当時のチームキャプテンだったスタイン・スハールスはクーマンの解任後に「僕らはまだ大人扱いされるほどグループとして十分では無かった」と選手側の責任を認める発言をしている。
2011年に現役時代に在籍したフェイエノールトの監督に就任、リーグ戦2位という成績を収め、UEFAチャンピオンズリーグ 2012-13の予選3回戦からの出場権を獲得した。さらに2012-2013シーズンは勝ち点で2位タイの3位、2013-14シーズンは再び2位と、財政面で他のトップクラブに劣るフェイエノールトをスポーツ面で本来のあるべき場所に戻す立役者となった。フェイエノールトでの3年間ではタイトルこそ取れなかったが、クーマン自身監督キャリアで初めての契約満了での退団となり、この3年間を「これまでタイトルを取ってきたアヤックスやPSVよりも楽しめたのはフェイエノールトというクラブのおかげであり、デ・カイプのおかげであり、サポーターのおかげだ。このクラブを去ってとても寂しく思うだろう。このクラブから受けたインパクトは他とは全く違った」と振り返った。
一度失った名声をフェイエノールトで再び取り戻したクーマンは、2013-14シーズン後のワールドカップ後のオランダ代表監督からの辞意を表明したルイ・ファン・ハールの後任の最有力候補と見られていたが、KNVBは突然立候補したフース・ヒディンクを選択。クーマンにはKNVBのディレクター ベルト・ファン・オーストフェーンから「2年間アシスタントを務めてからヒディンクの後を引き継ぐ」という誘いの電話があったが、クーマンはヒディンク本人からの電話がなかったことが納得できずに断った。
2014年6月16日、イングランド・プレミアリーグのサウサンプトンFC監督に就任した。契約期間は3年とされた。なお、アシスタントコーチには実兄のエルウィン・クーマンが就任した。
2016年6月14日、2016-17シーズンよりプレミアリーグのエヴァートンFCの監督に就任することが発表された。クーマンは2シーズン連続で11位に終わっていたエバートンを7位まで押し上げ、UEFAヨーロッパリーグの出場権を獲得した。その要因として、昨シーズン55失点を喫したチームを44失点にするなど守備陣の改善が成功し、攻撃陣ではプレミアリーグ移籍以降キャリアハイとなる25ゴールを決めたロメル・ルカクを筆頭に62得点を挙げた。また、ホームでは第20節から8連勝を飾るなどシーズン13勝と強さを見せて、さらに、メイソン・ホルゲート、トム・デイヴィス、ドミニク・カルバート=ルウィン、そして、2017年1月5日に移籍してきたアデモラ・ルックマンら若手をトップチームで積極的に起用した。
2017-18シーズンには昨シーズンチーム内得点王のルカクをマンチェスター・ユナイテッドへ放出した後に、これまでチームの中心となっていたロス・バークリーへの移籍容認をしたりとチームの改革を進め、ウェイン・ルーニーの13年ぶりの復帰や、クラブ史上最高額でスウォンジー・シティのアイスランド代表MFギルフィ・シグルズソンを獲得するなど約1億4000万ポンドを補強に費やした。開幕節のストーク・シティ戦を勝利し、第2節のアウェイでのマンチェスター・シティ戦を引き分けで終わったものの、第9節のアーセナルFCでは5-2の大敗を喫し、2017年10月23日、エヴァートンの監督を解任された。解任時、リーグ戦では2勝2分5敗、ヨーロッパリーグでは1分2敗といずれも負けが先行していた。
2018年2月6日、オランダ代表の監督に就任した。
2020年8月19日、FCバルセロナの監督に就任した。2020-21シーズンは就任して早々ルイス・スアレスやイヴァン・ラキティッチといったクラブの功労者に対して戦力外通告をしたが、タイトルはコパ・デル・レイ優勝にとどまりラ・リーガも3位で終了した。更に2021-22シーズン開幕前には、契約更新をしていたにも関わらず財政難でリオネル・メッシを失うなど苦境に陥る。クーマンは苦肉の策としてカンテラ出身の若手選手を積極起用するなど打開に努めたものの、低調な内容、そして公での若手選手の批判に終始した。そして2021年10月25日のレアル・マドリード戦に敗戦し、更に27日のラージョ・バジェカーノ戦でも0-1で敗れ、同試合後に解任された。
2022年4月6日、2022 FIFAワールドカップ終了後からオランダ代表の監督に就任することが発表された。

## 人物
強力かつ正確なキック力はロングフィードのみならず直接フリーキック、ペナルティーキックでも威力を発揮し、キックの名手の名としてロナルド・クーマンの名が知れわたることとなった。FCバルセロナでは6シーズンのみの在籍であったが、26得点をフリーキックから記録し、メッシに抜かれるまでフリーキックからの最多得点者であった。また、エールディヴィジ公式戦においてPKによる得点として歴代最多の44得点を挙げている。

## エピソード
- 現役当時、オランダ代表内の人種対立の急先鋒となったとされ、バレンシアCF監督時代の混乱と解任後の言動から、指導者としての適性を疑問視されることがある。サッカージャーナリストの粕谷秀樹はクーマンについて、「指導者に転じてからも私利私欲に走り、バレンシアを崩壊に導いた経緯がある。ぐらついた組織の指揮官としては、最も不適格なタイプだ」と評した[46]。

## その他
バロンドールの投票では1988年に5位、1992年に8位に入った。

## 個人成績

### クラブ
| クラブ           | シーズン | リーグ           | リーグ | リーグ | カップ | カップ | スーパーカップ | スーパーカップ | 国際大会 | 国際大会 | その他 | その他 | 通算 | 通算 |
| クラブ           | シーズン | ディビジョン     | 出場   | 得点   | 出場   | 得点   | 出場           | 得点           | 出場     | 得点     | 出場   | 得点   | 出場 | 得点 |
| ---------------- | -------- | ---------------- | ------ | ------ | ------ | ------ | -------------- | -------------- | -------- | -------- | ------ | ------ | ---- | ---- |
| フローニンゲン   | 1980-81  | エールディヴィジ | 24     | 4      | 3      | 2      | —              | —              | —        | —        | —      | —      | 27   | 6    |
| フローニンゲン   | 1981-82  | エールディヴィジ | 33     | 14     | 1      | 0      | —              | —              | —        | —        | —      | —      | 34   | 14   |
| フローニンゲン   | 1982-83  | エールディヴィジ | 33     | 14     | 4      | 0      | —              | —              | —        | —        | —      | —      | 37   | 14   |
| フローニンゲン   | 通算     | 通算             | 90     | 32     | 8      | 2      | —              | —              | —        | —        | —      | —      | 98   | 34   |
| アヤックス       | 1983-84  | エールディヴィジ | 32     | 7      | 4      | 2      | —              | —              | 2        | 0        | —      | —      | 38   | 9    |
| アヤックス       | 1984-85  | エールディヴィジ | 30     | 9      | 2      | 1      | —              | —              | 4        | 3        | —      | —      | 36   | 13   |
| アヤックス       | 1985-86  | エールディヴィジ | 32     | 7      | 6      | 1      | —              | —              | 2        | 0        | —      | —      | 40   | 8    |
| アヤックス       | 通算     | 通算             | 94     | 23     | 12     | 4      | —              | —              | 8        | 3        | —      | —      | 114  | 30   |
| PSV              | 1986-87  | エールディヴィジ | 34     | 16     | 3      | 3      | —              | —              | 2        | 0        | —      | —      | 39   | 19   |
| PSV              | 1987-88  | エールディヴィジ | 32     | 21     | 6      | 4      | —              | —              | 8        | 1        | —      | —      | 46   | 26   |
| PSV              | 1988-89  | エールディヴィジ | 32     | 14     | 6      | 1      | —              | —              | 4        | 2        | 3      | 1      | 45   | 18   |
| PSV              | 通算     | 通算             | 98     | 51     | 15     | 8      | —              | —              | 14       | 3        | 3      | 1      | 130  | 63   |
| バルセロナ       | 1989-90  | プリメーラ       | 36     | 14     | 7      | 4      | —              | —              | 4        | 1        | 1      | 0      | 48   | 19   |
| バルセロナ       | 1990-91  | プリメーラ       | 21     | 6      | 4      | 2      | 0              | 0              | 7        | 4        | —      | —      | 32   | 12   |
| バルセロナ       | 1991-92  | プリメーラ       | 35     | 16     | 2      | 0      | 1              | 0              | 11       | 1        | —      | —      | 49   | 17   |
| バルセロナ       | 1992-93  | プリメーラ       | 33     | 11     | 3      | 0      | 1              | 0              | 3        | 0        | 3      | 0      | 43   | 11   |
| バルセロナ       | 1993-94  | プリメーラ       | 35     | 11     | 2      | 0      | 1              | 0              | 12       | 8        | —      | —      | 50   | 19   |
| バルセロナ       | 1994-95  | プリメーラ       | 32     | 9      | 1      | 0      | 1              | 0              | 8        | 1        | —      | —      | 42   | 10   |
| バルセロナ       | 通算     | 通算             | 192    | 67     | 19     | 6      | 4              | 0              | 45       | 15       | 4      | 0      | 264  | 88   |
| フェイエノールト | 1995-96  | エールディヴィジ | 31     | 10     | 3      | 1      | 1              | 0              | 7        | 3        | —      | —      | 42   | 14   |
| フェイエノールト | 1996-97  | エールディヴィジ | 30     | 9      | 2      | 0      | —              | —              | 5        | 0        | —      | —      | 37   | 9    |
| フェイエノールト | 通算     | 通算             | 61     | 19     | 5      | 1      | 1              | 0              | 12       | 3        | —      | —      | 79   | 23   |
| 総通算           | 総通算   | 総通算           | 535    | 193    | 59     | 21     | 5              | 0              | 79       | 24       | 7      | 1      | 685  | 239  |

### 代表数
国際Aマッチ 78試合 14得点（1983年-1994年）
| 代表 | 国際Aマッチ | 国際Aマッチ |
| 年   | 出場        | 得点        |
| ---- | ----------- | ----------- |
| 1983 | 6           | 1           |
| 1984 | 1           | 0           |
| 1985 | 1           | 0           |
| 1986 | 6           | 0           |
| 1987 | 7           | 2           |
| 1988 | 10          | 1           |
| 1989 | 8           | 3           |
| 1990 | 9           | 3           |
| 1991 | 4           | 0           |
| 1992 | 12          | 0           |
| 1993 | 5           | 2           |
| 1994 | 9           | 2           |
| 通算 | 78          | 14          |

## 監督成績
2021年10月27日現在
| クラブ           | 国               | 就任          | 退任           | 記録 | 記録 | 記録 | 記録 | 記録  | 記録 | 記録 | 記録   |
| クラブ           | 国               | 就任          | 退任           | 試   | 勝   | 分   | 敗   | 得    | 失   | 差   | 勝率   |
| ---------------- | ---------------- | ------------- | -------------- | ---- | ---- | ---- | ---- | ----- | ---- | ---- | ------ |
| フィテッセ       | オランダの旗     | 2000年1月1日  | 2001年12月2日  | 79   | 40   | 23   | 16   | 132   | 77   | +55  | 050.63 |
| アヤックス       | オランダの旗     | 2001年12月3日 | 2005年2月25日  | 151  | 94   | 30   | 27   | 322   | 147  | +175 | 062.25 |
| ベンフィカ       | ポルトガルの旗   | 2005年6月8日  | 2006年5月8日   | 49   | 27   | 11   | 11   | 64    | 38   | +26  | 055.10 |
| PSV              | オランダの旗     | 2006年7月1日  | 2007年10月31日 | 63   | 38   | 11   | 14   | 118   | 54   | +64  | 060.32 |
| バレンシア       | スペインの旗     | 2007年11月5日 | 2008年4月21日  | 34   | 11   | 9    | 14   | 38    | 47   | −9   | 032.35 |
| AZ               | オランダの旗     | 2009年5月18日 | 2009年12月5日  | 24   | 11   | 4    | 9    | 44    | 30   | +14  | 045.83 |
| フェイエノールト | オランダの旗     | 2011年7月21日 | 2014年5月31日  | 118  | 67   | 23   | 28   | 237   | 137  | +100 | 056.78 |
| サウサンプトン   | イングランドの旗 | 2014年6月16日 | 2016年6月14日  | 91   | 44   | 17   | 30   | 140   | 93   | +47  | 048.35 |
| エヴァートン     | イングランドの旗 | 2016年6月14日 | 2017年10月23日 | 58   | 24   | 14   | 20   | 85    | 74   | +11  | 041.38 |
| オランダ代表     | オランダの旗     | 2018年2月6日  | 2020年8月18日  | 20   | 11   | 5    | 4    | 43    | 18   | +25  | 055.00 |
| バルセロナ       | スペインの旗     | 2020年8月19日 | 2021年10月27日 | 67   | 39   | 12   | 16   | 138   | 75   | +63  | 058.21 |
| 合計             | 合計             | 合計          | 合計           | 754  | 406  | 159  | 189  | 1,361 | 792  | +569 | 053.85 |

## タイトル

### 選手
アヤックス
- エールディヴィジ：1回（1984-85）
- KNVBカップ：1回（1985-86）

PSV
- エールディヴィジ：3回（1986-87, 1987-88, 1988-89）
- KNVBカップ：2回（1987-88, 1988-89）
- UEFAチャンピオンズカップ：1回（1987-88）

FCバルセロナ
- プリメーラ・ディビシオン：4回（1990-91, 1991-92, 1992-93, 1993-94）
- コパ・デル・レイ：1回（1989-90）
- スーペルコパ・デ・エスパーニャ：3回（1991, 1992, 1994）
- UEFAチャンピオンズカップ：1回（1991-92）
- UEFAスーパーカップ：1回（1992）

オランダ代表
- UEFA欧州選手権：1回（1988）

個人
- オランダ年間最優秀選手賞：2回（1987, 1988）
- UEFAチャンピオンズリーグ得点王：1回（1993-94）

### 指導者
アヤックス
- エールディヴィジ：2回（2001-02, 2003-04）
- KNVBカップ：1回（2001-02）
- ヨハン・クライフ・シャール：1回（2002）

SLベンフィカ
- スーペルタッサ・カンディド・デ・オリベイラ：1回（2005）

PSV
- エールディヴィジ：1回（2006-07）

バレンシアCF
- コパ・デル・レイ：1回（2007-08）

AZ
- ヨハン・クライフ・シャール：1回（2009）

FCバルセロナ
- コパ・デル・レイ：1回（2020-21）

個人
- リヌス・ミヘルス・アワード：1回（2011-12）
- プレミアリーグ月間最優秀監督：3回（2014年9月, 2015年1月, 2016年1月）